# Kōtō
Kōtō (japanisch 江東区 Kōtō-ku, deutsch ‚Bezirk Kōtō‘, englisch Koto City) ist einer der 23 Bezirke im Osten der japanischen Präfektur Tokio. Er liegt im Südosten Tokios, der Hauptstadt Japans.

## Geographie
Kōtō liegt östlich des Stadtzentrums, zwischen dem Sumidagawa im Westen und dem Arakawa im Osten. Die beiden Flüsse bilden die Grenze zu den Bezirken Chūō im Westen und Edogawa im Osten. Im Norden liegt Sumida, im Süden die Bucht von Tokio. Ein Großteil der Fläche des Bezirks ist erst seit der Meiji-Restauration durch Neulandgewinnung entstanden.
Die wichtigsten Stadtteile im Bezirk sind Kameido, Kiba, Kiyosumi, Monzen-Nakachō und Shirakawa. Auch das Neubaugebiet Ariake im Hafen (Teil von Odaiba) gehört zum Bezirk Kōtō. Die Insel Yumenoshima in der Bucht von Tokio wurde ebenfalls künstlich errichtet.

## Geschichte
Der „Sonder“bezirk Kōtō wurde am 15. März 1947 durch die Zusammenlegung der Stadtbezirke Fukagawa und Jōtō der Stadt Tokio geschaffen.
Wie in ganz Tokio haben sowohl das Große Kantō-Erdbeben 1923 als auch die Bombardierungen zum Ende des Zweiten Weltkriegs nahezu alle Gebäude im Stadtbezirk zerstört.

## Verkehr
- Straße:
  - Stadtautobahn Tokio
  - Nationalstraße 14, nach Chūō oder Chiba
- Zug:
  - JR:
    - Chūō-Sōbu-Linie, von Kameido nach Mitaka oder Chiba
    - Keiyō-Linie, von Etchu-jima, Shiomi oder Shin-Kiba, nach Tokio oder Chiba

  - JR Freight
  - Tōkyō Metro:
    - Tōzai-Linie, von Monzen-Nakachō, Kiba, Tōyōchō oder Minami-Sunamachi nach Nakano oder Funabashi
    - Yūrakuchō-Linie, von Shin-Kiba, Tatsumi oder Toyosu nach Wakō
    - Hanzōmon-Linie, von Sumiyoshi oder Kiyosumi-Shirakawa nach Shibuya oder Sumida

  - Toei:
    - Shinjuku-Linie, von Morishita, Sumiyoshi, Nishi-Ōjima, Ōjima oder Higashi-Ōjima nach Shinjuku oder Ichikawa
    - Ōedo-Linie, von Morishita, Kiyosumi-Shirakawa oder Monzen-Nakachō nach Shinjuku oder Nerima

  - Tōbu: Kameido-Linie, von Kameido oder Kameido-Suijin nach Sumida
  - TWR: Rinkai-Linie, von Shin-Kiba, Shinonome, Kokusai-Tenjijō oder Tōkyō Teleport nach Shinagawa
  - Yurikamome, von Fune-no-kagakukan, Telecom Center, Aomi, Kokusai-Tenjijō-Seimon, Ariake, Ariake Tennis-no-mori, Shijō-mae, Shin-Toyosu, Toyosu nach Minato

## Sehenswürdigkeiten
- Kameido-tenjin-sha, ein Schrein aus dem 17. Jahrhundert
- Tomioka-hachiman-gū, ein Schrein aus dem 17. Jahrhundert
- Fukagawa-Fudō-son, ein 1703 eingerichteter Zweigtempel des Naritasan-Shinshōji, einem Tempel der Shingon-shū in der Stadt Narita
- Kiyosumi-Park (Kiyosumi Teien; engl. Kiyosumi Garden), ein im 19. Jahrhundert angelegter japanischer Garten
- Museum für Zeitgenössische Kunst Tokio (Tōkyō-to gendai bijutsukan; engl. Museum of Contemporary Art Tokyo)
- Tokyo Big Sight, offiziell die „Internationale Ausstellungshalle Tokio“ (Tōkyō Kokusai Tenjijō; engl. Tokyo International Exhibition Center). Während der Olympischen Spiele 2020 finden in diesem Gebäude Sportveranstaltungen statt, außerdem soll hier das Presse- und Sendezentrum angesiedelt werden.
- Suzaki-Baseballstadion (Suzaki kyūjō; engl. Suzaki Baseball Field), ab 1936 Heimstadion der Taiyō Robins im japanischen Profi-Baseball stattfinden
- Kiba-Park (Kiba-kōen; engl. Kiba Metropolitan Park), ein von der Präfektur betriebener Park
- Tōkyō Gate Bridge

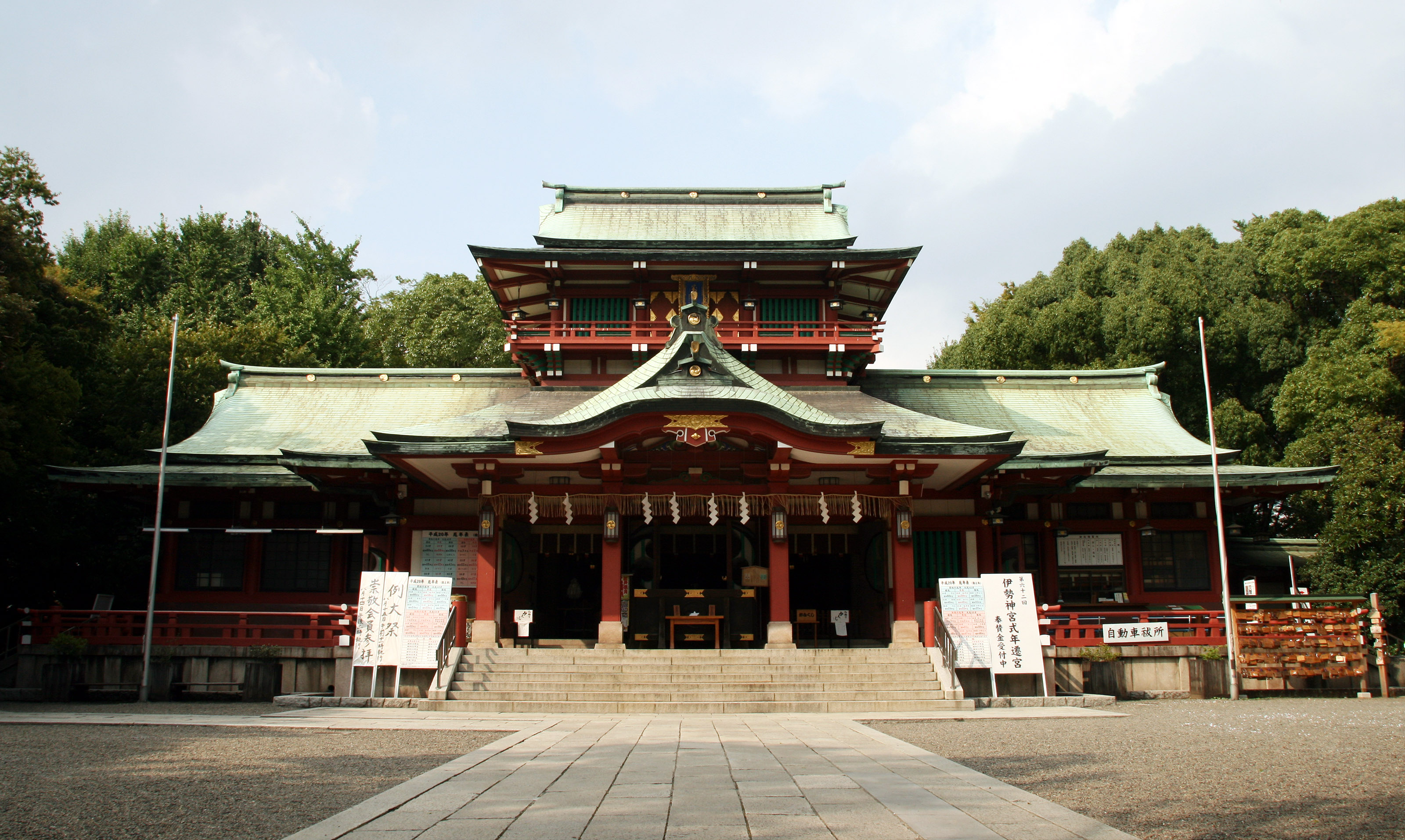
Der Tomioka-hachiman-gū

## Bildung
- die zentralstaatliche „Ozeanographische Hochschule Tokio“ (Tōkyō Kaiyō Daigaku; engl. Tokyo University of Marine Science and Technology)

## Politik
- KPJ: 5
- Shin-jidai no kai („Vers. für ein neues Zeitalter“; mit KDP, DVP, Tomin First, Atarashii Tō [Regionalpartei]): 6
- Ishin: 3
- Fraktionslos: 7
- Kōmeitō: 9
- „LDP/Sansei/Unabh. Klub“: 12

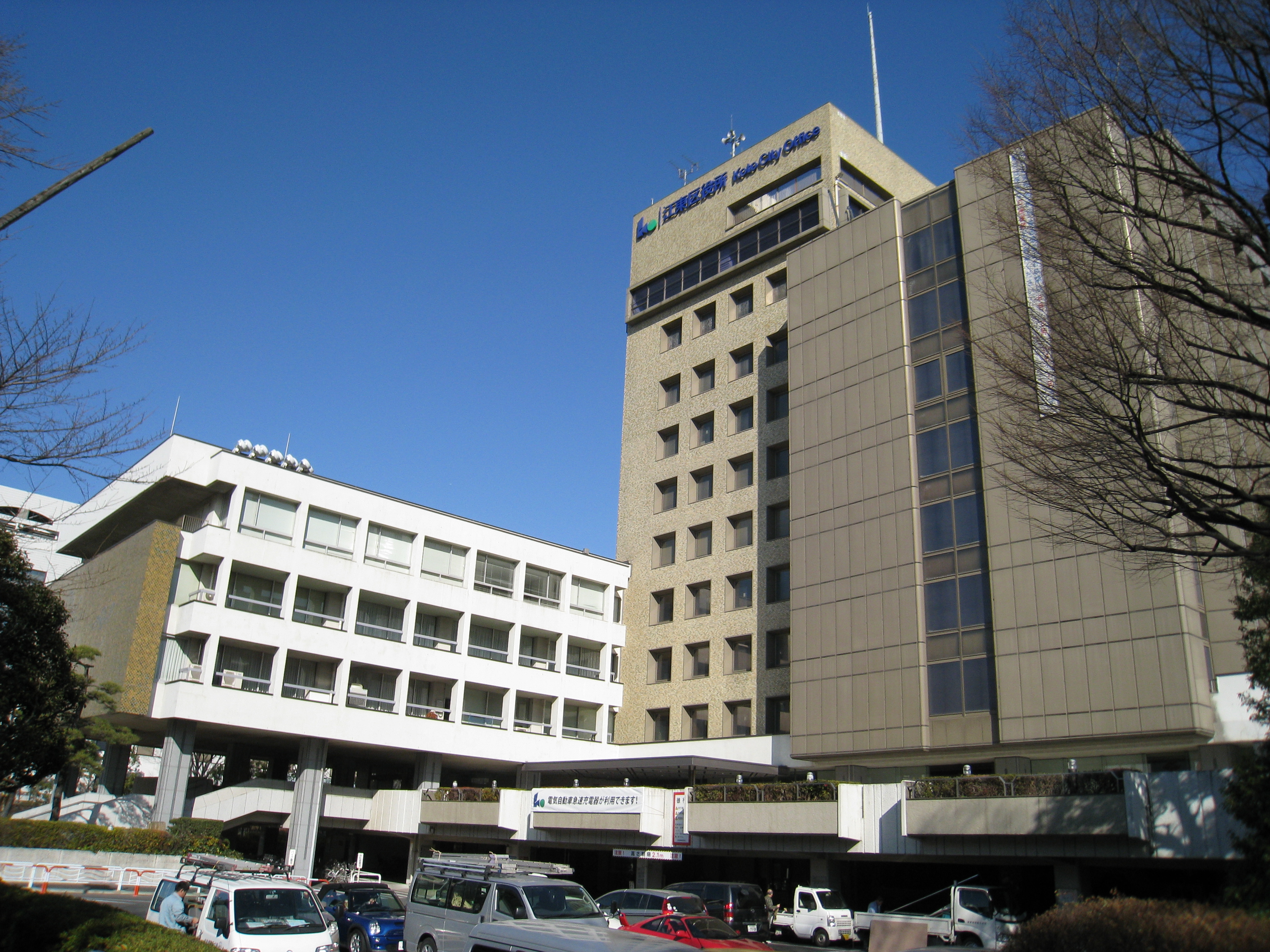
Das Rathaus von Kōtō in Tōyō

Der Gemeinderat hat eine Sollstärke von 44 Mitgliedern und wurde bei den einheitlichen Regionalwahlen 2023 neu gewählt. Zur Bürgermeisterin wurde im Dezember 2023 mit Unterstützung aus LDP, Kōmeitō, DVP und Tomin First und 35 % der Stimmen die ehemalige Präfekturregierungsbeamtin Tomoka Ōkubo gewählt. Sie setzte sich gegen die mitte-links-gestützte (KDP, KPJ, ReiShin, SDP, Net, Grüne) ehemalige Bezirksparlamentsabgeordnete Natsumi Sakai (21,0 %), die von der Regionalpartei Jiyū o mamoru kai unterstützte ehemalige Präfekturparlamentsabgeordnete Aya Sannohe (18,5 %), den ehemaligen Nationalbeamten Takashi Ino (17,7 %) und einen Ishin-gestützten Kandidaten durch. Die Wahlbeteiligung lag bei 39,20 %. Die Wahl war nötig geworden, nachdem die erst im April 2023 bei den einheitlichen Wahlen gewählte Vorgängerin, die ehemalige LDP-Unterhausabgeordnete Yayoi Kimura, in einem Skandal um Wahlgesetzverstöße zurückgetreten war.
Für das Präfekturparlament ist der Kōtō-ku Viermandatswahlkreis; bei der letzten Wahl 2021 gingen die vier Sitze unverändert an Kandidaten von Tomin First no Kai, LDP, Kōmeitō und KPJ. Nach einer Nachwahl 2024 wird der einstige LDP-Sitz von Aya Sannohe gehalten.
Der Bezirk bildet den Wahlkreis Tokio 15 für das Shūgiin, das Unterhaus des nationalen Parlaments. Bei der Wahl 2021 setzte sich der ehemalige Abgeordnete Mito Kakizawa (32,0 %) als einer von zwei unabhängigen Kandidaten mit LDP-Wahlempfehlung durch und wurde nach erfolgreicher Wahl LDP-nachnominiert. Kakizawa hatte den Wahlkreis 15 bereits seit 2012 vertreten, aber 2017 als Kibō-Abgeordneter an Tsukasa Akimoto von der LDP verloren. Wie später bekannt wurde, hatte Akimoto im Skandal um die Verabschiedung des Investor-Resort-/„Casino“-Gesetzes Gelder von einem Casinobetreiber erhalten, er verließ die LDP 2019 und trat 2021 nicht mehr an. Im Skandal um die Wahl von Bürgermeisterin Yayoi Kimura wurde auch Kakizawa impliziert (und später im Januar 2024 gemeinsam mit Kimura angeklagt), ist 2023 als Staatssekretär im umgebildeten zweiten Kabinett Kishida zurückgetreten, hat die LDP wieder verlassen und ist schließlich als Abgeordneter zurückgetreten. Die resultierende Nachwahl im April 2024 gewann Natsumi Sakai für die KDP, die den Sitz auch bei der allgemeinen Wahl 2024 knapp gegen den unabhängigen ehemaligen Mixed-Martial-Arts-Kämpfer und Senator Genki Sudō verteidigte.

## Söhne und Töchter der Stadt
- Yūgo Iiyama (* 1986), Fußballspieler
- Tomomi Kahala (* 1974), J-Pop-Sängerin
- Shintarō Katsu (1931–1997), Schauspieler, Regisseur, Autor, Sänger
- Hidetaka Nishiyama (1928–2008), Karateka
- Ozu Yasujirō (1903–1963), Regisseur, Drehbuchautor

## Angrenzende Städte und Gemeinden
- Tokio (engl. former Tokyo City)/Präfektur Tokio (engl. Tokyo [Metropolis]): Bezirke (engl. special wards oder cities) Sumida, Edogawa, Shinagawa, Minato, Chūō, Ōta